# مجيد بوعبد الله
مجيد بوعبد الله (30 أكتوبر 1981 بإيفري سور سين في فرنسا - ) هو لاعب كرة قدم جزائري في مركز الهجوم. لعب مع نادي باريس ونادي باو ونادي سيت ونادي كان ونادي كريتيل ونادي مولودية الجزائر.

## وصلات خارجية
- مجيد بوعبد الله على موقع قاعدة بيانات كرة القدم.إي يو (الإنجليزية)